# Zheng Enchong
Zheng Enchong (Chinesisch: 郑恩宠; Pinyin: Zhèng Ēnchǒng; * 2. September 1950) ist ein chinesischer Rechtsanwalt aus Shanghai. In mehr als 500 Fällen vertrat er die Enteignungsopfer Shanghaier Großprojekte. Seine Korruptionsvorwürfe führten schließlich zum Sturz des Shanghaier Parteichefs.
Im Jahr 2001 wurde ihm die Anwaltserlaubnis entzogen. 2003 wurde er wegen „Staatsverrats“ zu einer Freiheitsstrafe von drei Jahren verurteilt, nachdem er unveröffentlichte Informationen über Arbeiterproteste an die amerikanische Menschenrechtsorganisation Human Rights in China geschickt hatte. Noch während der Haft wurde ihm 2005 entgegen diplomatischen Drucks der Menschenrechtspreis des Deutschen Richterbundes verliehen.
Diesen Druck beschrieb der Vorsitzende des Deutschen Richterbundes, Oberstaatsanwalt Christoph Frank in seiner Begrüßungsansprache bei der Verleihung des 10. Menschenrechtspreis des Deutschen Richterbundes wie folgt: "Bei der Preisverleihung im Jahr 2005 an den chinesischen Rechtsanwalt Zheng Enchong intervenierte die Botschaft der Volksrepublik China mit dem Ziel, die Preisverleihung zu verhindern. Als dies – selbstverständlich – erfolglos blieb, übergaben die chinesischen
staatlichen Stellen dem Auswärtigen Amt Protestnoten. Im Internet war zu lesen, der Menschenrechtspreis des Deutschen Richterbundes sei eine Erfindung einer „ganz kleinen Nichtregierungsorganisation“, die sich gegen die Volksrepublik China richte. Zheng Enchong ist weiter Repressalien ausgesetzt. Das fortdauernde Interesse im Ausland an seinem Schicksal schützt ihn aber auch.
2006 wurde er aus der Haft entlassen. Er stand unter Hausarrest und wurde von der Polizei regelmäßig eingeschüchtert und gefoltert. Im März 2016 wurde der Hausarrest gegen Enchong und seiner Ehefrau Jiang Meili unerwartet ausgesetzt. 